# Struthiola cicatricosa
Struthiola cicatricosa är en tibastväxtart som beskrevs av Charles Henry Wright. Struthiola cicatricosa ingår i släktet Struthiola och familjen tibastväxter. Inga underarter finns listade i Catalogue of Life.